# Goulburn Mulwaree
Goulburn Mulwaree är en kommun i Australien. Den ligger i delstaten New South Wales, i den sydöstra delen av landet, omkring 170 kilometer sydväst om delstatshuvudstaden Sydney. Antalet invånare var 29 609 vid folkräkningen 2016.
Följande samhällen finns i Goulburn Mulwaree:
- Goulburn
- Lower Boro
- Marulan
- Tarago
- Bungonia